# China-EU School of Law
 (juin 2012).
La China-EU School of Law (CESL : École sino-européenne de droit) de la China University of Political Science and Law (CUPL : Université chinoise des sciences politiques et du droit) de Pékin est un projet mené par le gouvernement chinois et l’Union européenne et résulte d’un consortium d’universités et d’établissements de formation européens (13) et chinois (4). Parmi les établissements français qui prennent part au projet se trouvent Sciences Po et l'université de Strasbourg. Le but de la China-EU School of Law (CESL) est de soutenir le gouvernement chinois dans la création d’une société fondée sur l'état de droit.
Pour les étudiants étrangers, l’école supérieure de droit propose un master entièrement en anglais, Master of European and International Law (MEIL : Master de droit européen et international) ainsi qu’un semestre d’étude du droit chinois à l’étranger (CLTE). L'école possède également un programme de perfectionnement pour les juges, les procureurs et les avocats chinois ainsi qu’un programme de recherche.